# Ship Simulator 2008
Ship Simulator 2008 è un videogioco della serie Ship Simulator, pubblicato nel 2007.

## Modalità di gioco
È un videogioco di simulazione in cui si deve pilotare una nave tra cui, una nave taxi, la superpetroliera Latitude o il transatlantico RMS Titanic.
Questo gioco contiene missioni di salvataggio, viaggio o trasporto passeggeri.